# Passe-Partout
Passe-Partout var ett kanadensiskt franskspråkigt barnprogram som visades mellan 14 november 1977 och 16 januari 1992. Det sändes på Radio-Québec och Télévision de Radio-Canada och var finansierat av Quebecs utbildningsministerium. En ny version släpptes den 25 februari 2019 med en ny programledare.